# Maxime Grousset
Maxime Hugo Grousset (Numea, Nueva Caledonia, 24 de abril de 1999) es un deportista francés que compite en natación, especialista en los estilos libre y mariposa.
Participó en dos Juegos Olímpicos de Verano, obteniendo una medalla de bronce en París 2024, en la prueba de 4 × 100 m estilos, y el cuarto lugar en Tokio 2020, en la prueba de 100 m libre.
Ganó diez medallas en el Campeonato Mundial de Natación entre los años 2019 y 2025, y tres medallas en el Campeonato Mundial de Natación en Piscina Corta, en los años 2022 y 2024.
Además, obtuvo tres medallas en el Campeonato Europeo de Natación de 2022 y cinco medallas en el Campeonato Europeo de Natación en Piscina Corta, en los años 2019 y 2023.
Estudió Kinesioterapia y Rehabilitación en la Universidad Paris-Saclay.

## Palmarés internacional
| Juegos Olímpicos                    | Juegos Olímpicos        | Juegos Olímpicos  | Juegos Olímpicos      |
| Año                                 | Lugar                   | Medalla           | Prueba                |
| ----------------------------------- | ----------------------- | ----------------- | --------------------- |
| 2024                                | París (Francia)         | Medalla de bronce | 4 × 100 m estilos     |
| Campeonato Mundial                  |                         |                   |                       |
| Año                                 | Lugar                   | Medalla           | Prueba                |
| 2019                                | Gwangju (Corea del Sur) | Medalla de bronce | 4 × 50 m libre mixto  |
| 2022                                | Budapest (Hungría)      | Medalla de plata  | 100 m libre           |
| 2022                                | Budapest (Hungría)      | Medalla de bronce | 50 m libre            |
| 2023                                | Fukuoka (Japón)         | Medalla de oro    | 100 m mariposa        |
| 2023                                | Fukuoka (Japón)         | Medalla de bronce | 100 m libre           |
| 2023                                | Fukuoka (Japón)         | Medalla de bronce | 50 m mariposa         |
| 2025                                | Singapur (Singapur)     | Medalla de oro    | 50 m mariposa         |
| 2025                                | Singapur (Singapur)     | Medalla de oro    | 100 m mariposa        |
| 2025                                | Singapur (Singapur)     | Medalla de plata  | 4 × 100 m estilos     |
| 2025                                | Singapur (Singapur)     | Medalla de bronce | 4 × 100 m libre mixto |
| Campeonato Mundial en Piscina Corta |                         |                   |                       |
| Año                                 | Lugar                   | Medalla           | Prueba                |
| 2022                                | Melbourne (Australia)   | Medalla de oro    | 4 × 50 m libre mixto  |
| 2022                                | Melbourne (Australia)   | Medalla de plata  | 100 m libre           |
| 2024                                | Budapest (Hungría)      | Medalla de plata  | 100 m mariposa        |
| Campeonato Europeo                  |                         |                   |                       |
| Año                                 | Lugar                   | Medalla           | Prueba                |
| 2022                                | Roma (Italia)           | Medalla de oro    | 4 × 100 m libre mixto |
| 2022                                | Roma (Italia)           | Medalla de plata  | 50 m mariposa         |
| 2022                                | Roma (Italia)           | Medalla de plata  | 4 × 100 m estilos     |
| Campeonato Europeo en Piscina Corta |                         |                   |                       |
| Año                                 | Lugar                   | Medalla           | Prueba                |
| 2019                                | Glasgow (Reino Unido)   | Medalla de bronce | 4 × 50 m libre mixto  |
| 2023                                | Otopeni (Rumania)       | Medalla de oro    | 100 m libre           |
| 2023                                | Otopeni (Rumania)       | Medalla de plata  | 100 m mariposa        |
| 2023                                | Otopeni (Rumania)       | Medalla de bronce | 50 m mariposa         |
| 2023                                | Otopeni (Rumania)       | Medalla de bronce | 4 × 50 m libre mixto  |